# Classe Huchuan
Le piccole e veloci unità classe Huchuan hanno rappresentato il principale tipo di aliscafo militare prodotto in serie a livello mondiale. Esse sono state il tentativo di rivitalizzare le classiche motosiluranti grazie ad un tipo di scafo di nuova concezione, che ha portato la marina cinese a metterne in servizio probabilmente 140, oltre a 45 esportate.
La produzione, basata ai cantieri Hudung di Shanghai, partì già nel 1966.
Tre motori diesel da ben 3600 hp, danno allo scafo di 39 tonnellate la velocità di 54 nodi. Le alette sono retrattili nello scafo quando non impiegate.  Le Huchuan sono state realizzate in 2 versioni, con delle modifiche alla plancia, spostata in avanti nella versione 'II'.